# Cetopsidium soniae
Cetopsidium soniae is een straalvinnige vissensoort uit de familie van de walvismeervallen (Cetopsidae). De wetenschappelijke naam van de soort is voor het eerst geldig gepubliceerd in 2009 door Vari & Ferraris.